# シルヴィア・セイント
シルヴィア・セイント（Silvia Saint、本名：Sylvie Tomčalová、1976年2月12日 - ）は、チェコ出身のポルノ女優。「ペントハウス」誌1998年10月号にてペントハウスペット、チェコ版ペントハウス誌でペット・オブ・ザ・イヤー。1997年から2001年にかけ200本を越えるポルノ映画に出演。

## 来歴
ブルノで経営管理論を2年間学び、ズリーンでホテルマネージャー、企業会計士、マーケティング・コーディネーターなどの職に就くが、収入と仕事に不満を持ちモデルに転身。下着モデルから雑誌のヌードモデルを経てポルノ映画に出演、チェコ版ペントハウス1996年度ペット・オブ・ザ・イヤー、アメリカポルノ界進出後はアメリカ版1998年10月号ペントハウスペット。
初期の映画はヨーロッパ多くはプライベート・メディア・グループ社によって撮られ、後にアメリカで3年以上過ごす。同じチェコ出身のモニカ・スウィートハート、リア・デ・メイ、ダニエラ・ラッシュと共に2000年、映画『Pirate Video Deluxe 11: The Academy』（フランク・スリング監督）に出演、4人は業界内で有名になる。
2001年3月19日、ポルノ界を引退したと発表、チェコのプラハに移り住み、2001年以降も多くのレズビアン・シーンを演ずる。
トリノ・セックス2005の第2回デルタ・オブ・ビーナス・フェアで、生涯功労賞。
2006年、インターネット・ドメイン名「sylviasaint.com」を巡る訴訟においてサイバースクワッターに勝訴。

## 受賞
- 1998年 AVN "Best Tease Performance" 『Fresh Meat 4』[9]
- 2000年 Hot d'Or "Best European Supporting Actress" 『Le Contrat des Anges』[10]
- 2005年 FICEB05 (Festival de Cinema Eròtic de Barcelona) "Ninfa from the public" to the best actress.
- 2012年 AVN殿堂顕彰

## 出演作の一部
- 1997年：『Rocco's Private Fantasies 2』
- 1998年：『『North Pole 1』
- 1999年：『Private Black Label: The Uranus Experiment 1』
- 1999年：『North Pole 7』
- 2000年：『Rocco's Best Buttfucks 1』
- 2000年：『Dangerous Things』
- 2000年：『Dangerous Things 2』
- 2001年：『The Private Life of Silvia Saint』
- 2004年：『Euro Domination 3』
- 2006年：『Sisters』